# Province de Yamato
Pour les articles homonymes, voir Yamato.
Yamato (大和) est une ancienne province du Japon, berceau historique du Japon. Située sur l'île d'Honshū, elle correspond à l'actuelle préfecture de Nara au Nord-Est d'Osaka. On ne connait pas précisément sa date de création mais on suppose qu'elle se situe aux alentours du IVe siècle lors de la période Yamato.

## Origines
Avant que cette province ne soit dirigée par une lignée de chefs de clan(s) de la région du Kansai, au cours de la période Kofun, l'histoire de cette région doit se lire dans le Paléolithique du Japon, et les périodes Jomon et Yayoi.

## L'émergence de la monarchie du Yamato
Jusqu'à la fin du VIIe siècle, cet État ne possédait pas de capitale fixe, en effet chaque roi faisait construire un palais durant son règne et à sa mort il était souvent abandonné. Mais après avoir accepté le système bureaucratique et l'organisation des Chinois, ils créèrent Fujiwara en 694, qui fut la première capitale jusqu'en 710. La seconde capitale fut Heijo.
La hiérarchie, entre chefs et entre chefs et paysans, était déjà présente à cette époque, de l'époque des kofun à la période d'Asuka. Les clans tribaux formaient la « noblesse », on les appelait les uji. Les uji commandaient les be (les fermiers). Les émigrants, kikajin , « naturalisés », étaient répartis selon leur richesse. Au VIIe siècle, pendant la période d'Asuka, cette organisation fut délaissée pour pouvoir utiliser celle des Chinois, alors les uji ont été privés des terres et durent se remettre à travailler, on appelle ceci la grande réforme. Au VIIe siècle, le roi du Yamato contrôlait désormais la plus grande partie du Japon occidental.
Pour pouvoir prendre de la puissance, les rois du Yamato guerroyaient ou pactisaient. Ils ont notamment profité du lien avec les Kudara (le clan Kudara no Konikishi ?), originaire du royaume de Baekje, État du Sud-Ouest de la Corée, pour obtenir des scribes et des artisans. Mais ils dépendaient surtout de l'approvisionnement en fer, qu'ils faisaient travailler dans l'archipel pour le matériel agricole et les armes.
Par ailleurs, les suzerains montraient de l'autorité et celle-ci était confortée par des mythes disant qu'ils descendaient des divinités et en particulier d'Amaterasu, déesse solaire.
Les chefs de l'état du Yamato, du 4e et 5e siècles portaient le titre de daiō, lu aussi ōkimi, « grands princes, rois ». C'est après que les princes du Yamato aient montré leur supériorité, puis sous l'influence de la Chine et de l'élaboration du régime des codes, à l'époque de Nara que le titre de daiō fut abandonné pour celui de tennō. Le terme tennō, pour cette époque, correspondrait à « souverain » (comme dans tenno tentei, « souverain céleste ») , plutôt que « empereur », dont les connotations occidentales dues à l'ère Meiji seraient déplacées ici.
Au VIIe siècle, la structure du pouvoir politique se construit avec une coalition de familles autour d'un souverain installé dans le Kinki. Cette coalition s'organise pour empêcher l'émergence de toute autre puissance capable de lui contester son autorité.

## La religion du Yamato
Les be pratiquent le shintoïsme.
Par la suite le bouddhisme est reconnu par l'état en tant que religion, mais celle-ci n'est pas la religion nationale. Elle ne le sera qu'à partir du VIe siècle sous le règne de Kudara qui protège les rites et les cérémonies de cette culture.
En 600 les empereurs acceptent que des moines bouddhistes, venant du continent asiatique, éduquent et instruisent les jeunes.

## Le Yamato de nos jours
La province du Yamato correspond maintenant à la préfecture de Nara.